# Armorial des freguesias de Batalha
- il comporte peu ou pas de sources.
- il reste des blasons à dessiner dans cet armorial.

Cette page donne les armoiries (figures et blasonnements) des freguesias de Batalha. 
| Image | Nom de la commune et blasonnement |
| ----- | --------------------------------- |
|       | Batalha                           |
|       | Golpilheira                       |
|       | Reguengo do Fetal                 |
|       | São Mamede                        |